# Vincenzo Maria Miglietti
Vincenzo Maria Miglietti (Moncalieri, 25 maggio 1809 – Nichelino, 14 luglio 1864) è stato un politico italiano e senatore del Regno.
Fu il primo Ministro di Grazia e Giustizia e Affari ecclesiastici del Regno d'Italia nel Governo Ricasoli I.

## Morte
Nell'archivio della parrocchia SS. Trinità di Nichelino è stato rintracciato l'atto di morte del senatore che risulta deceduto a Nichelino nel distretto di questa Parrocchia, casa Miglietti alle ore cinque di sera del 14 luglio 1864. Commendatore, avvocato, nato a Moncalieri, Vincenzo Miglietti al momento della morte aveva solo 55 anni. Sua moglie si chiamava Ferdinanda Bersezio, il padre Domenico e la madre Michelina Gariglio. Il registro risulta essere corretto da parte del parroco di allora, don Pietro Milone, alla voce domicilio dove compare scritto inizialmente, forse per abitudine, Nichelino, poi corretto in Torino.
Possibile quindi che il ministro fosse solo di passaggio nella cittadina al momento della sua morte. Morte di cui non sono note le cause. La denuncia di morte fu presentata il giorno dopo da un certo Giuseppe Gariglio che aveva 39 anni e da Ferdinando Miglietti di anni 37, probabili parenti del defunto. Certa è la sepoltura nel piccolissimo cimitero di recente apertura di Nichelino (prima il cimitero del paese era accanto alla chiesa antica di SS. Trinità). La lapide con l'iscrizione è andata distrutta. Vicino, però, c'è quella della moglie Ferdinanda che morì nel 1870 a Torino e che volle essere sepolta accanto al marito. Più in alto c'è un'altra lapide, abbastanza grande per l'epoca, dove si legge il nome dell'avv. Vincenzo Miglietti e un'iscrizione: La figlia Michelina adempiva il voto fatto a lui morente di cui si ignora la sicura origine.